# Khi lỗi thuộc về những vì sao
Khi lỗi thuộc về những vì sao (tựa tiếng Anh: The Fault in Our Stars) là cuốn tiểu thuyết thứ sáu của tác giả John Green, xuất bản vào tháng 1 năm 2012. Câu chuyện được kể bằng lời của một cô gái 16 tuổi, Hazel Grace Lancaster, mắc chứng bệnh ung thư và bị cha mẹ bắt phải tham dự một nhóm giúp đỡ, đây cũng là nơi cô sẽ gặp và đem lòng yêu chàng trai Augustus Waters 17 tuổi, một vận động viên bóng rổ trong quá khứ và phải đoạn chi để chữa bệnh. Tựa đề của cuốn sách được đặt theo phân cảnh 2, màn 1 vở Julius Caesar của nhà soạn kịch Shakespeare. Trong phân cảnh này, ngài quý tộc Cassius đã nói với Brutus rằng: "The fault, dear Brutus, is not in our stars, But in ourselves, that we are underlings" (tạm dịch: Lỗi không thuộc về những vì sao đâu, Brutus ạ, mà nó thuộc về chúng ta, những kẻ yếu đuối chốn phong trần). Bộ phim chuyển thể cùng tên của đạo diễn Josh Boone với sự tham gia của các diễn viên Shailene Woodley, Ansel Elgort và Nat Wolff được ra mắt vào ngày 6 tháng 6 năm 2014, gặt hái được thành công lớn về cả mặt chuyên môn lẫn doanh thu.

## Nội dung
Hazel Grace Lancaster, một cô gái 16 tuổi mắc chứng ung thư tuyến giáp di căn lên phổi, đã tham gia một nhóm giúp đỡ các bệnh nhân ung thư để chiều lòng mẹ mình. Tại đây, Hazel đã gặp được Augustus Waters, một chàng trai 17 tuổi với căn bệnh u xương ác tính phải cắt bỏ đi chiếc chân phải của mình và thay  bằng chân giả. Augustus tham gia vào nhóm với mục đích để giúp đỡ một người bạn tên là Isaac cũng bị mắc chứng bệnh ung thư và sắp phải mất đi một bên mắt còn sót lại. Hazel và Augustus dần dần trở nên thân thiết và đồng ý trao đổi sách cho nhau. Augustus đã đưa Hazel cuốn The Price of Dawn và nhận lại tiểu thuyết An Imperial Affliction của tác giả Peter Van Houten viết về một cô gái tên Anna bị ảnh hưởng nặng nề bởi ung thư, giống như những gì mà Hazel đã từng trải qua. Sau khi đọc xong cuốn tiểu thuyết này, Augustus cảm thấy tức tối vì cuốn sách kết thúc một cách lưng chừng không một lời kết. Hazel cho biết tác giả của cuốn tiểu thuyết đã từ bỏ ý định viết tiếp cuốn sách và chẳng có một tin tức nào về ông cho đến giờ.
Một tuần sau đó, Augustus bật mí cho Hazel biết rằng cậu đã liên lạc được với người trợ lý của Van Houten, Lidewij, và nhờ đó có thể gửi tin nhắn cho ông thông  qua e-mail. Cả hai người quyết định nhắn tin cho Van Houten để hỏi về cái kết của câu chuyện cũng như chuyện gì sẽ xảy ra với mẹ của Anna sau đó. Tin nhắn cuối cùng cũng đã được hồi đáp nhưng ông chỉ chịu trả lời những câu hỏi ấy khi được gặp mặt trực tiếp Hazel. Tại một buổi dã ngoại, Augustus cho Hazel biết rằng cậu sẽ đưa Hazel đến Amsterdam để gặp Van Houten khiến cô vô cùng bất ngờ.
Khi ở Amsterdam, Augustus bày tỏ tình cảm của mình dành cho Hazel. Hai người cuối cùng cũng đã gặp được Van Houten nhưng lại sốc khi nhận ra rằng ông ta là một kẻ nghiện rượu ích kỷ. Hoảng hốt trước những hành động ngang ngược của Van Houten, Lidewij thú nhận rằng mình đã tự ý thay ông sắp xếp cuộc hẹn này. Van Houten sau đó lại tiếp tục lăng mạ bệnh ung thư của Hazel khiến cô và Augustus phải tức giận bỏ về.
Augustus thú nhận với Hazel rằng sức khỏe của cậu không tốt như những gì cậu đã từng nói trước đây. Cả hai cùng khẳng định tình yêu và sự ủng hộ dành cho nhau. Trở về Indianapolis, bệnh tình của Augustus trở nên xấu đi khiến cậu phải nhập viện. Sợ rằng mình sẽ qua đời, Augustus mời Isaac và Hazel đến buổi "tiền đám tang" của mình và đọc thử bài điếu văn. Bệnh tình ngày càng tồi tệ khiến Augustus qua đời không lâu sau đó. Van Houten cũng đến dự đám tang của cậu và nói lời xin lỗi đến Hazel.
Hazel phát hiện ra rằng Augustus đang viết dở đoạn cuối của cuốn tiểu thuyết. Cậu nói rằng gặp phải tổn thương trên đời này là không thể tránh khỏi nhưng chúng ta được quyền chọn lựa ai là người sẽ làm tổn thương chính mình. Augustus nói cậu đã rất hạnh phúc với lựa chọn của mình và hi vọng rằng Hazel cũng sẽ cảm thấy tương tự. Lời nói của Hazel rằng cô cũng hạnh phúc với chọn lựa của mình đã khép lại quyển sách.

## Quá trình viết sách

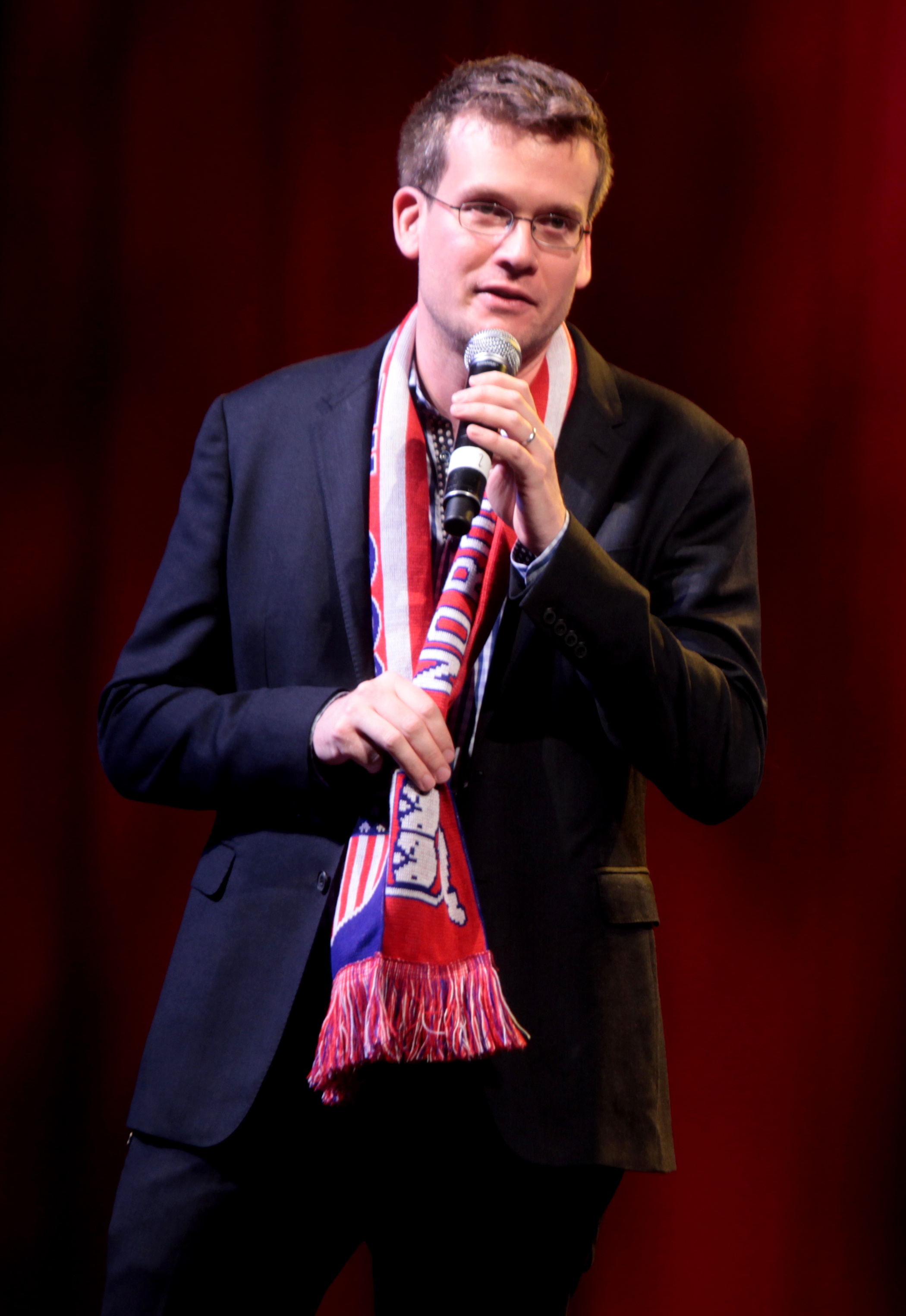
John Green tại một buổi diễn thuyết năm 2014

John Green cho biết những ý tưởng đầu tiên của Khi lỗi thuộc về những vì sao có từ khi ông làm tuyên úy tại một bệnh viện Nhi. Ông cảm thấy những đứa trẻ không khác gì so với người khỏe mạnh và bày tỏ rằng "những câu chuyện mà tôi đang đọc dường như đã đơn giản hóa những đứa nhỏ và thậm chí đôi khi làm cho chúng mất đi tính người. Tôi nghĩ rằng chúng ta hay có thói quen tưởng tượng những người bệnh nặng hay sắp chết như những người hoàn toàn khác biệt. Tôi muốn đấu tranh giành lại nhân phẩm cho họ." John Green chia sẻ ban đầu ông cảm thấy lo lắng bởi những ý nghĩ nhưng rồi sau đó lại nhận được phản hồi tích cực từ những đứa trẻ mắc bệnh. Cuốn tiểu thuyết cũng chịu một phần ảnh hưởng từ Esther Earl, một người bạn của tác giả phải qua đời năm 16 tuổi vì chứng bệnh ung thư tuyến giáp. Green ghi nhận công lao của Earl như đã khơi gợi cho ông ý tưởng để viết nên cuốn sách này bởi vì cô đã cho ông thấy được như thế nào một cuộc đời ngắn ngủi lại có thể trở nên ý nghĩa. Green đã thêm vào câu chuyện một chút hài hước vì vào năm 2000 khi ông đang lấy ý tưởng ở bệnh viện, ông đã tức giận khi nhìn thấy những người phải ra đi khi còn trẻ và ông nghĩ rằng mình sẽ không bộc tả được hết cuộc đời phức tạp của họ. Ban đầu, cuốn tiểu thuyết nói về một nhóm những bạn trẻ mắc bệnh ung thư thành lập một "Hội dành cho người chết" và cùng tụ tập ở hang động gần một bệnh viện Nhi. Trong quá trình viết sách, con trai đầu lòng của Green ra đời, giúp ông hiểu và cảm nhận được tình yêu giữa bố mẹ và con cái.
Green đã từng dự định viết cuốn sách thông qua góc nhìn của Isaac nhưng sau cùng ông lại quyết định kể bằng lời của Hazel vì hiếm khi nào một cuốn sách lại miêu tả những bệnh nhân ung thư từ chính góc nhìn của họ. Quan điểm của cha Hazel rằng "the universe wants to be noticed" bắt nguồn từ YouTuber Vi Hart, người đã trình bày quan điểm đó cho Green trong một cuộc trò chuyện. Green chia sẻ rằng dòng cuối cùng của quyển sách, "I do", tượng trưng cho sự kết hôn vì "những vở hài kịch của Shakespeare kết thúc bằng cuộc kết hôn còn bi kịch thì lại khép lại bằng cái chết, và tôi vẫn thích rằng sách của mình (một cách tượng trưng, ít nhất là) có thể kết thúc với cả hai."

## Xuất bản
Vào ngày 21 tháng 12 năm 2011, Barnes & Noble đã giao nhầm 1500 cuốn Khi lỗi thuộc về những vì sao trước ngày ra mắt cho những người có đặt hàng cuốn sách trước đó. Green nói rằng: "Nhầm lẫn đã xảy ra. Những người gây ra sai lầm này không phải là những người xấu hay thiếu năng lực và họ cũng không có chủ ý gây hại đến tôi. Chúng ta đều mắc lỗi và tôi không muốn Barnes and Noble hay bất cứ nhân viên nào của họ bị phỉ báng." Rất nhiều người khi nhận cuốn sách đã hứa rằng sẽ không đọc nó cho đến này phát hành, tức ngày 10 tháng 1 năm 2012, cũng như sẽ không bàn luận về nó cho đến ngày kế tiếp, 11 tháng 1, theo như lời yêu cầu của Green. Hầu hết đều thực hiện đúng lời hứa, không tiết lộ trước cho những ai được giao sách vào đúng ngày phát hành dự định.

Chữ ký tay của John Green

Cuốn sách vươn lên vị trí số 1 trên bảng xếp hạng sách bán chạy nhất của Amazon.com và Barnes & Noble vào tháng 6 năm 2011, tức vừa sau khi tựa sách được công bố. Green đã hứa rằng mỗi bản đặt trước đều sẽ có một chữ ký tay và điều đó yêu cầu ông phải tự tay ký cho từng quyển sách trong đợt in đầu tiên. Ông còn cho mọi người bình chọn màu bút mà ông sẽ dùng để ký tặng sách. Tuy nhiên, một vài độc giả đặt hàng từ các hiệu sách quốc tế, bao gồm Amazon UK, lại nhận được những quyển sách thiếu mất chữ ký và nguyên nhân là do các cửa hiệu sách này ước tính ít hơn số lượng đặt hàng mà họ cần. Green đã đồng ý sửa lại sai lầm này và kêu gọi họ hãy gửi e-mail cho ông để được nhận một bookplate có chữ ký. Khi lỗi thuộc về những vì sao ra mắt tại vị trí số 1 trên bảng xếp hạng sách dành cho thiếu niên nhiều chương bán chạy nhất của tờ The New York Times  và giữ vững tại vị trí này 7 tuần liên tục. Cuốn sách được phát hành dưới phiên bản tiếng Hebrew tại Israel vào tháng 8 năm 2012 và sau đó lại được ra mắt dưới tiếng Hà Lan, Đức, Tây Ban Nha, Pháp, Thụy Điển, Đan Mạch, Iceland, Trung Quốc và cả Bồ Đào Nha. Khi lỗi thuộc về những vì sao còn đạt được nhiều vị trí trên các bảng xếp hạng sách bán chạy khác, ví dụ như đứng đầu trên bảng xếp hạng Wall Street Journal và Indiebound cũng như thứ 9 trên bảng xếp hạng The Bookseller. Cuốn tiểu thuyết còn được New York Times bình chọn là Book Review Editor's Choice. Tính đến tháng 1 năm 2013, đã có gần 1 triệu bản sách được in. Một tháng trước đó, một phiên bản đặc biệt với bìa xám kèm thêm phần hỏi đáp đã được công bố phát hành bởi Barnes and Noble. Tất cả hoặc ít nhất là hầu hết những bản in đầu tiên cho ấn bản này đều bị mắc phải lỗi in ấn, khiến cho nhiều trang ở chương đầu cuốn sách bị thay bằng phần hỏi đáp ở cuối.

## Ý kiến đón nhận
Khi lỗi thuộc về những vì sao nhận được những ý kiến chuyên môn tích cực. Những nhà phê bình hầu hết đều khen ngợi cuốn sách vì sự dí dỏm, nhân vật, cốt truyện và văn phong mạnh mẽ cũng như mang lại cách nhìn khác biệt về căn bệnh ung thư. Tờ The New York Times đã nhận xét cuốn sách như "một pha trộn giữa nỗi buồn, sự ngọt ngào, triết lý và cả hài hước", nói rằng cuốn sách đã "bước tiếp trên con đường phản ánh hiện thực đau buồn" cũng như các tình tiết khó chịu trong câu chuyện "không hề làm giảm đi sự lãng mạn mà trong tay Green, chúng chỉ làm câu chuyện thêm cảm động mà thôi." Rachel Syme của đài NPR nhận xét: "Giọng văn (của Green) cuốn hút đến nổi phá bỏ cả sự phân loại", nghĩ rằng "cuốn sách với cốt truyện tinh tế" này có lẽ là "tác phẩm tuyệt vời nhất của ông."  Tạp chí Time nói rằng The Fault in Our Stars "đạt đến ngưỡng cửa thiên tài." Entertainment Weekly viết rằng, "câu chuyện tình yêu (giữa Hazel và Augustus) thật như bị cam chịu, những cú cười đau bụng ở đầu cuốn tiếu thuyết sẽ làm cho những trang cuối sách càng thêm bi đát", đồng thời chấm cuốn sách điểm A−. Amazon.com nhận xét cuốn tiểu thuyết "sâu sắc, can đảm, khác biệt và rất chân thực", cho rằng đây là "tác phẩm đầy khát vọng và xúc cảm nhất" của Green "từ trước đến giờ."  Tờ Manila Bulletin chia sẻ: "Chỉ với hai đoạn văn của cuốn sách, ông đã mê hoặc người đọc ngay tức khắc với khả năng quan sát tinh tường được tái diễn lại một cách khách quan khiến bạn phải lắc đầu thán phục." Tờ báo này nói rằng Khi lỗi thuộc về những vì sao là một thành công lớn của John Green. USA Today lại gọi cuốn sách là một "hài kịch đau thương." Tờ báo này đánh giá cuốn sách 4/4 sao. The Fault in Our Stars cũng được Kirkus Reviews đánh giá như "một cuộc bùng nổ tinh tế của sự lãng mạn."
Có không ít những nhà văn nổi tiếng đã chia sẻ cảm nghĩ tích cực của họ về cuốn sách. Jodi Picoult, tác giả của cuốn tiểu thuyết My Sister's Keeper, ví Khi lỗi thuộc về những vì sao như "một bức chân dung sống động của những con người trẻ tuổi tập sống với cái chết đang cận kề." Cô cho rằng cuốn tiểu thuyết này "chứa đầy những tràn cười và bi kịch." Tác giả của cuốn sách bán chạy Kẻ trộm sách, Markus Zusak, miêu tả Khi lỗi thuộc về những vì sao tựa "một cuốn thuyết của sự sống và cái chết, còn con người lại mắc kẹt ở giữa". E. Lockhart, tác giả cuốn The Boyfriend List, phát biểu: "Ông ấy khiến tôi bật cười và há hốc trước vẻ đẹp của từng câu chữ cũng như bước ngoặt của câu chuyện. Ông là một trong những nhà văn kiệt xuất nhất còn sống và tôi đang phát ghen lên vì tài năng của ông ấy." Tạp chí Time bình chọn Khi lỗi thuộc về những vì sao là cuốn sách tiểu thuyết đứng đầu trong năm 2012. Kirkus Reviews đã liệt tên cuốn tiểu thuyết trong top 100 cuốn sách dành cho thiếu niên năm 2012. Tác phẩm đồng thời cũng lọt vào top 10 tựa sách trong năm 2012 của USA Today. Vào năm kế tiếp, Edmonton Journal lại xếp cuốn tiểu thuyết là một trong những cuốn sách yêu thích nhất của họ trong năm.
Tuy nhiên, đáng chú ý là một ý kiến phê bình trên tờ Daily Mail. Trong bài báo, nội dung của Khi lỗi thuộc về những vì sao được nhận xét "khả quan nhất là sướt mướt, bi quan nhất là mang tính lợi dụng", đồng thời cuốn sách cũng được xếp vào thể loại tiểu thuyết "viết về trẻ bệnh" dành cho thanh thiếu niên, cùng với các tựa sách khác như Never Eighteen hay Before I Die. Thể loại tiểu thuyết này cùng với các loại sách viết về việc tự sát hay tự gây hại cho bản thân (mà trong đó bài báo có nhắc đến Thirteen Reasons Why, By the Time You Read This, I'll Be Dead,  The Lovely Bones, và Red Tears) đã bị phê phán là "gây khó chịu" và không phù hợp với tầng lớp tuổi teen mà họ đang hướng đến. Tờ The Guardian đã phản bác lại bài báo, chỉ ra việc Khi lỗi thuộc về những vì sao được The Guardian chọn làm tựa sách dành cho thanh thiếu niên của tháng vì cho rằng "đây là một cuốn sách vô cùng cuốn hút với hai nhân vật cực kì thú vị, đồng thời đề cập một cách tinh tế và thậm chí là hài hước một đề tài không hề dễ dàng nhưng lại không bị mắc kẹt trong sự ủy mị." Về phần tác giả, trong một cuộc phỏng vấn với The Guardian, John Green chia sẻ: "Điều làm tôi lo ngại trong bài báo của The Daily Mail là nó có phần kinh thường các trẻ vị thành niên. Tôi đã chán ngấy với việc người lớn cứ nói với những đứa trẻ rằng chúng không đủ thông minh, không thể đọc hiểu một cách trọn vẹn, không đủ thấu đáo và tôi có cảm giác như bài báo đó đã gây ra những sự tranh cãi."

## Chuyển thể thành phim
Vào tháng 1 năm 2012, Fox 2000, thuộc 20th Century Fox, đã mua được bản quyền để chuyển thể cuốn tiểu thuyết lên màn ảnh rộng. Scott Neustadter và Michael H. Weber đồng viết kịch bản. Josh Boone ký tên và đồng ý làm đạo diễn một năm sau đó, tức tháng 2 năm 2013. Wyck Godfrey và Marty Bowen cùng sản xuất bộ phim. Shailene Woodley vào vai Hazel trong khi Ansel Elgort đóng vai Augustus. Nat Wolff được chọn đóng Isaac và Laura Dern vào vai mẹ của Hazel. Sam Trammell nhập vai Lancaster, bố của Hazel. Ngày 29 tháng 8 năm 2013, John Green thông báo Mike Birbiglia sẽ đóng vai Patrick, và 8 ngày sau đó tiếp tục cho hay Willem Dafoe sẽ thủ vai Peter Van Houten.
Bộ phim được chính thức bấm máy từ ngày 26 tháng 8 năm 2013 tại Pittsburgh, Hoa Kỳ cùng với vài ngày quay tại Amsterdam, Hà Lan, trước khi chính thức đóng máy vào ngày 16 tháng 10 năm 2013. Bộ phim được công chiếu vào ngày 6 tháng 6 năm 2014 tại Hoa Kỳ, nhận được nhiều phản hồi tích cực cùng những lời khen ngợi dành cho diễn xuất của Shailene Woodley xuyên suốt bộ phim. Đây được xem là một bộ phim thành công về mặt thương mại, đứng nhất về doanh thu phòng vé trong cuối tuần ra mắt, thu về hơn 266 triệu USD toàn cầu so với chi phí sản xuất chỉ 12 triệu. Phiên bản Blu-ray và DVD của phim được phát hành vào ngày 16 tháng 9 năm 2014.